# Manuela Soccol
Manuela Soccol (Genk, 16 juni 1988) is een Belgische atlete, die zich tot 2019 toelegde op de lange afstand en de marathon. Naast deelnames aan de Olympische Spelen en wereldkampioenschappen werd zij ook eenmaal Belgisch kampioene. Na de WK in 2019 maakte ze de overstap naar het ultralopen. 

## Biografie
Soccol werd in 2010 Belgisch kampioene op de 10.000 m en Belgisch kampioene beloften op de 5000 m. De volgende jaren behaalde ze nog enkele ereplaatsen op het Belgisch kampioenschap. Ze won ook enkele grote wegwedstrijden binnen België zoals Dwars door Hasselt, 20 km door Brussel en Classic Tessenderlo.
In 2015 legde ze zich toe op de marathon en debuteerde in de marathon van Berlijn. In april 2016 verbeterde ze in Hamburg haar persoonlijk record op de marathon en liep hiermee voor de tweede maal het minimum voor deelname aan de Olympische Spelen in Rio de Janeiro. Daar werd ze uiteindelijk 74ste. Drie jaar later deed ze op het WK, in een bloedheet Doha, heel wat plaatsen beter. Ze finishte er toen als 31ste.
Vanaf 2019 legde Soccol zich toe op ultralopen. Zo finishte ze als eerste op de Tarawera ultra 102 km in Nieuw-Zeeland en werd ze ook Belgisch kampioene ultratrail. Na een periode van blessureleed met onder meer een 'DNF' tijdens de Javelina Jundred 100 miles in 2022, maakte de atlete zich in 2023 op voor een nieuwe uitdaging: de Marathon des Sables. Soccol verzwikte haar enkel in de eerste etappe en moest noodgedwongen opgeven. Een half jaar later legde ze de Ultra-Trail Kosciuszko by UTMB af in 22:24.48 en was daarmee de eerste vrouw op de 100 mijl. Ze kwalificeerde zich met deze tijd ook voor de UTMB en is dus in volle voorbereiding op de editie van 2024.
Soccol is sportambassadrice voor de stad Genk.

### Clubs
Soccol was aangesloten bij Koninklijke Atletiekclub Genk en stapte over naar Atletiekclub Lanaken en daarna naar Atletiekclub De Demer.

## Belgische kampioenschappen
| Onderdeel | Jaar |
| --------- | ---- |
| 10.000 m  | 2010 |

## Persoonlijke records
| Onderdeel      | Prestatie | Datum            | Plaats  |
| -------------- | --------- | ---------------- | ------- |
| 5000 m         | 16.35,70  | 1 juni 2011      | Lanaken |
| 10.000 m       | 35.51,09  | 23 augustus 2014 | Lanaken |
| 10 km          | 34.16     | 13 februari 2011 | Schoorl |
| halve marathon | 1:16.18   | 5 oktober 2014   | Breda   |
| marathon       | 2:37.09   | 17 april 2016    | Hamburg |

## Palmares

### 5000 m
- 2011: 10e EK team in Izmir - 17.21,76

### 10.000 m
- 2010:  BK AC - 36.24,25
- 2011:  BK AC - 35.52,88
- 2014:  BK AC - 37.03,35
- 2015:  BK AC - 36.31,14

### 10 km
- 2014:  Maliebaanloop in Utrecht - 36.06
- 2015: 12e Corrida van Houilles - 35.02
- 2017:  Brussel - 36.14

### 15 km
- 2010:  Dwars door Hasselt - 53.16
- 2011:  Dwars door Hasselt - 52.46

### 20 km
- 2015:  20 km door Brussel - 1:13.48
- 2016:  20 km door Brussel - 1:13.51

### halve marathon
- 2014: 7e Bredase Singelloop - 1:16.18
- 2016: 6e Bredase Singelloop - 1:17.59
- 2017:  Groet uit Schoorl Run - 1:18.41

### 25 km
- 2017:  Asselronde - 1:33.26

### marathon
- 2016: 14e marathon van Hamburg  - 2:37.09
- 2016: 74e OS in Rio de Janeiro - 2:44.18
- 2017: 9e marathon van Hamburg - 2:38.03
- 2019: 31e WK in Doha - 2:59.11

### veldlopen
- 2010: 38e EK U23 in Albufeira
- 2011:  Abdijcross - 18.13

### Ultratrail
- 2019:  Salomon Cappadocia Ultra-Trail - CMT
- 2020:  Tarawera Ultramarathon 2020 - 102 km
- 2021: 4e Salomon Cappadocia Ultra-Trail - CST
- 2022: DNF Javelina Jundred - 100 Miles
- 2023: DNF Marathon des Sables
- 2023:  Ultra-Trail Kosciuszko by UTMB - KosciMiler
- 2024:  Trail du Grand Ballon - 70 km